# ラコタ共和国

ラコタ共和国の旗

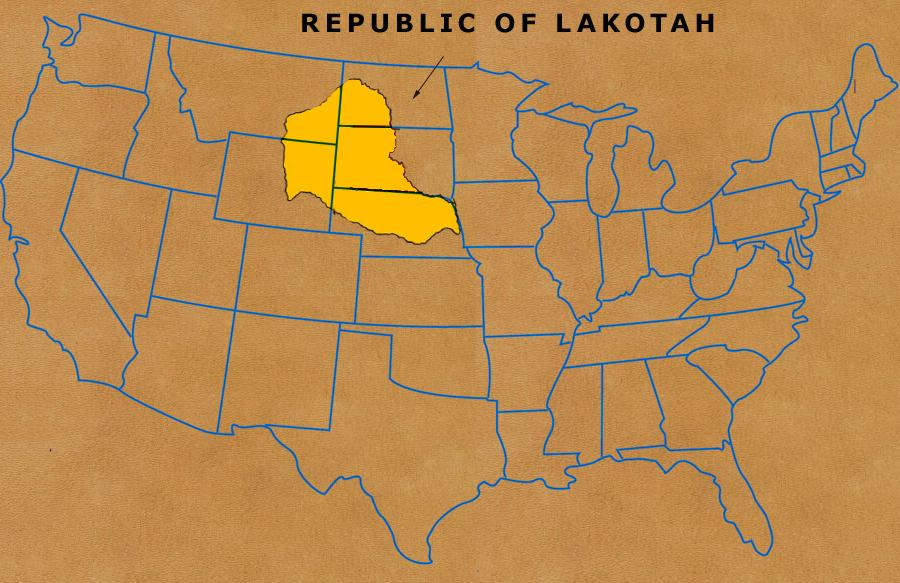
ラコタ共和国の主張する領土

ラコタ共和国、またはラコータ共和国 (Republic of Lakotah) は、アメリカ合衆国のネブラスカ州、サウスダコタ州、ノースダコタ州、モンタナ州、ワイオミング州の5州の一部の地域を領土として、インディアンのラコタ・スー族が独立を宣言している自称国家である。

## 概要

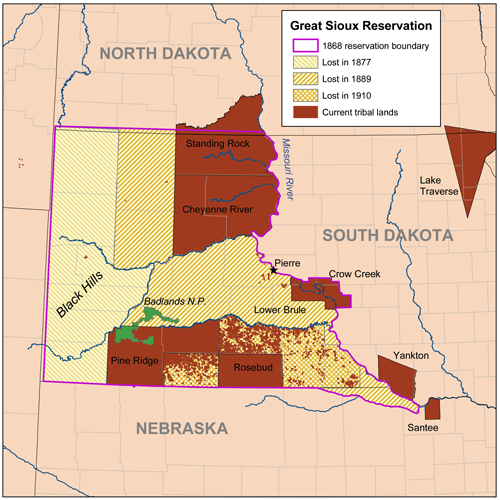
1868年の「ララミー砦条約」でアメリカ合衆国から保障されたラコタ族の領地（桃色の枠線内）

北米のインディアン民族ラコタ族（Lakota Indians）の団体が2007年12月17日、アメリカ合衆国からの独立を宣言した。独立国であることの承認を求める書簡をボリビア、ベネズエラ、チリ、南アフリカ共和国などに送付すると共に、アメリカ合衆国国務省にも宣言書を提出した。しかし、2009年現在、独立を承認している国家は1つも存在せず、外交面では国家の体を成していない。
ラコタ以外の合衆国民もラコタ共和国の国民になることは可能であり、その条件は「合衆国の国籍放棄」のみである。国家政策としては税金の廃止、中央政府による統制の廃止、個々の小規模コミュニティがそれぞれ一つの自治体として運営される体制など、白人の侵略以前のインディアンの生活様式復古を主張している。
アメリカ連邦政府との連邦条約に基づいた自治権を保障する保留地（Reservation）にラコタ族の領地はあるが、その後の協定違反によって割譲を強要され矮小化された歴史がある。